# Castrillón (Corgo)
Castrillón (llamada oficialmente San Salvador de Castrillón) es una parroquia y una aldea española del municipio de Corgo, en la provincia de Lugo, Galicia.

## Otras denominaciones
La parroquia también es conocida por los nombres de El Salvador de Castrillón y O Salvador de Castrillón.

## Organización territorial
La parroquia está formada por cinco entidades de población:
- Castrillón
- Fontoira
- Lidor
- Mesón do Caldeiro (O Mesón do Caldeiro)
- Pedradreita

## Demografía

### Parroquia
| Gráfica de evolución demográfica de Castrillón (parroquia) entre 2000 y 2019 |
|                                                                              |
| Datos según el nomenclátor publicado por el INE.                             |

### Aldea
| Gráfica de evolución demográfica de Castrillón (aldea) entre 2000 y 2019 |
|                                                                          |
| Datos según el nomenclátor publicado por el INE.                         |